# Rade Prica
Rade Stanislav Prica (* 30. června 1980, Ljungby, Örebro, Švédsko) je švédský fotbalový útočník a reprezentant bosenskosrbského původu, který hraje za izraelský tým Maccabi Tel Aviv. Mimo Švédsko hrál na klubové úrovni v Německu, Dánsku, Anglii, Norsku a Izraeli.
Stal se prvním fotbalistou-hráčem, který získal ligový titul ve třech skandinávských zemích: Švédsku (s Helsingborgs IF), Dánsku (s Aalborg BK) a Norsku (s Rosenborg BK). Mimoto získal ligový titul i v Izraeli (s Maccabi Tel Aviv).

## Klubová kariéra
V sezóně 2006/07 se stal nejlepším střelcem dánské ligy Superligaen (19 branek v dresu Aalborgu).
Jedenkrát se stal v dresu Rosenborgu nejlepším kanonýrem nejvyšší norské fotbalové ligy, v sezóně 2009 nastřílel 17 gólů (30zápasová sezóna).

## Reprezentační kariéra
V A-mužstvu švédské fotbalové reprezentace debutoval 10. 2. 2001 na turnaji King's Cup v Bangkoku proti domácímu týmu Thajska (výhra 4:1). Celkem odehrál v letech 2001–2008 za švédský národní tým 14  zápasů a vstřelil 2 góly.